# William Mahone
Pour les articles homonymes, voir Mahone.
William Mahone (1er décembre 1826 - 8 octobre 1895) est un ingénieur civil, un cadre ferroviaire, un soldat et un politicien américain.
Lorsqu'il est un jeune homme, Mahone est connu pour la construction des routes et voies ferrées de Virginie. En tant que chef ingénieur du chemin de fer de Norfolk et Petersburg (en), il construit des fondations sylvestres sous le grand marais lugubre qui sont toujours intactes de nos jours. Selon la tradition locale, plusieurs villes ferroviaires sont baptisées d'après les romans de Sir Walter Scott, l'un des auteurs favoris de la femme de Mahone, Otelia.
Lors de la guerre de Sécession, Mahone est pro-sécessionniste et sert en tant que général confédéré. Il est plus connu pour l'initiative de Petersburg, lorsque les troupes sudistes sont choquées après l'explosion sous elles d'une mine (bataille du Cratère, en juillet 1864), et sa contre-attaque change l'engagement en un désastre pour l'Union.
Après la guerre, il retourne à la construction de voie ferrée, assemblant trois lignes pour former l'important Atlantic, Mississippi and Ohio Railroad (en) (AM&O), dont le siège est à Lynchburg. Il dirige aussi le parti Readjuster, une coalition de Noirs, de républicains, de démocrates conservateurs, et est élu au Sénat des États-Unis en 1881. Sa volonté de faire une primaire avec les républicains lui coûte le soutien de l'électorat blanc comme son traitement indulgent des Afro-Américains.

## Jeunesse
William Mahone naît à Brown's Ferry (en) près de Courtland dans le comté de Southampton, Virginie, de Fielding Jordan Mahone et de Martha (née Drew) Mahone. Issu de l'immigration par ses ancêtres Mahone d'Irlande, il est la troisième personne appelée « William Mahone ». Il n'a pas de nom intermédiaire comme l'indiquent des enregistrements, dont ses deux bibles, le diplôme du l'Institut militaire de Virginie (VMI), son contrat de mariage et ses commissions de l'armée confédérée. De même le fils aîné du général et d'Otelia est baptisé William Mahone. Le suffixe « Jr. » a été ajouté plus tard lors de sa vie, pendant la période de transition des dénominations culturelles identiques en Virginie.
La petite ville de Monroe (en) est sur les rives de la rivière Nottoway à environ 13 kilomètres (huit miles) du siège du comté à Jerusalem, une ville qui est renommée en 1888 Courtland. La rivière est une importante artère de transport dans les années précédant l'arrivée des voies ferrées et plus tard des autoroutes qui desservent la région. Fielding Mahone tient un magasin à Monroe et possèdent une exploitation agricole considérable. La famille échappe de peu au massacre des blancs lors de la révolte des esclaves de Nat Turner en 1831.
Le changement local des moyens de transport de la région passe de la rivière vers les nouvelles technologies émergentes comme le chemin de fer dans les années 1830. En 1840, lorsque William a quatorze ans, la famille déménage vers Jerusalem, où Fielding Mahone achète et dirige une taverne connue sous le nom taverne de Mahone (en). Comme le raconte son biographe, Nelson Blake, le jeune irlando-américain avec des taches de rousseur gagne une réputation dans la petite ville pour « être un joueur et pour son usage immodéré du tabac et des jurons ».
Le jeune Billy Mahone suit son éducation primaire par un maître d'école du pays mais une éducation spécifique en mathématiques par son père. Alors qu'il est adolescent, pendant un petit moment, il transporte le courrier des États-Unis à cheval entre sa ville et Hicksford, une petite ville de la rive sud de la rivière Meherrin dans le comté de Greensville qui sera fusionnée plus tard avec la ville de Belfield sur la rive nord pour former l'actuelle ville indépendante d'Emporia. Il entre en tant que cadet dans l'Institut militaire de Virginie (VMI) récemment ouvert à Lexington, en Virginie. Étudiant du commandant du VMI William Gilham (en) et d'un professeur nommé Thomas J. Jackson, il est diplômé en tant ingénieur civil de la promotion 1847.

## Avant la guerre
Mahone travaille en tant qu'enseignant au lycée Rappahannock dans le comté de Caroline, Virginie, débutant en 1848, mais recherchant à entrer dans la carrière d'ingénieur civil. Il fait quelques travaux pour déterminer la position de la voie ferrée du chemin de fer d'Orange et Alexandria, sur une portion de 141 kilomètres (88 miles) entre Gordonsville, Virginie et la ville d'Alexandria. Ayant bien réussi pour cette nouvelle voie ferrée, il est engagé pour construire une usine de madriers pour les voies entre Fredericksburg et Gordonville,.
Le 12 avril 1853, il est engagé par le Dr Francis Mallory (en) de Norfolk, en tant que chef ingénieur pour construire la nouvelle voie ferrée Norfolk and Petersburg Railroad (en) (N&P). L'encaissement innovant de Mahone de 19 kilomètres (12 miles) au travers du grand marais lugubre entre South Norfolk (en) et Suffolk utilise une fondation en bûches posées à angle droit sous la surface du marais. Toujours utilisé 150 ans plus tard, le chemin de rondins (corduroy) conçu supporte d'immenses tonnages d'un trafic de marchandises de charbon. Il est aussi responsable pour la conception et la construction de la célèbre voie tangente de 83 kilomètres (52 miles) entre Suffolk et Petersburg. Sans courbe, c'est une artère majeure du trafic ferroviaire au sud de Norfolk actuel.
En 1854, Mahone réalise les relevés et trace les rues et les lots de la ville d'Ocean View City (en), une nouvelle ville balnéaire dans la baie de Chesapeake dans le comté de Norfolk (en). Avec l'avènement des tramways électriques à la fin du XIXe siècle, un parc d'attractions est développé et une route pédestre est construite le long de la plage adjacente. La plupart du plan de rue de Mahone est toujours utilisé au XXIe siècle comme Ocean View, qui est maintenant une section de la ville de Norfolk, est redéveloppé.
Il est géomètre expert pour la Norfolk and South Air Line Railroad, sur la côte orientale de Virginie.
Le 8 février 1855, Mahone se marie avec Otelia Butler (en) (1835-1911), la fille du regretté Dr Robert Butler (en) de Smithfield, qui a été trésorier d'État du commonwealth de Virginie de 1846 jusqu'à sa mort en 1853. Sa mère est la seconde épouse de Butler, Otelia Voinard Butler (1803-1855), originaire de Petersburg.
La jeune Otelia Butler est connue pour être une femme cultivée. Elle et William s'installent à Nolfollk, où ils vivent la plupart des années précédant la guerre de Sécession. Ils ont 13 enfants, mais seuls trois atteignent l'âge adulte, deux fils, William Jr. (en) et Robert (en), et une fille, aussi prénommée Otelia (en). De 1862 à 1868, la famille réside à Clarksville, Virginie, dans la maison du juge Henry Wood, Jr. (en).
La famille Mahone échappe à l'épidémie de fièvre jaune qui survient à l'été 1855 et tue pratiquement un tiers de la population de Norfolk et Portsmouth en restant avec sa mère à quelque distance de Jerusalem. Néanmoins, en conséquence de l'épidémie, la population décimée de la région de Norfolk a des difficultés pour assumer des obligations financières, et le travail sur la nouvelle voie ferrée de Petersburg s'arrête pratiquement. Toujours sobres, Mahone et son mentor, le Dr Mallory poussent malgré tout à terminer le projet.
La légende populaire raconte qu'Otelia et William Mahone ont voyagé le long de la voie ferrée terminée appelant les stations selon Ivanhoe et les autres livres qu'elle avait lus, écrits par Sir Walter Scott. De ses romans historiques écossais, elle choisit les noms des lieux de Windsor, Waverly, et Wakefield. Elle coupe le clan écossais « McIvor », pour le nom d'Ivor, une petite ville du comté de Southampton. Quand ils atteignent le lieu sur lequel ils ne peuvent s'accorder, on raconte que le nom de Disputanta est créé. La voie ferrée de Norfolk et Petersburg est terminé en 1858, et Mahon est nommé à sa présidence peu de temps après.
Selon certaines archives, en 1860, Mahone possède sept esclaves, tous noirs : trois hommes (âgés de 13, 4 et 2 ans), quatre femmes (âgées de 45, 24, 11 et 1 an). Malgré tout, pendant la guerre de Sécession et après, il montre de l'empathie pour ses anciens esclaves ce qui est atypique pour l'époque, et travaille assidûment pour leur éducation et une considération équitable.

## Guerre de Sécession

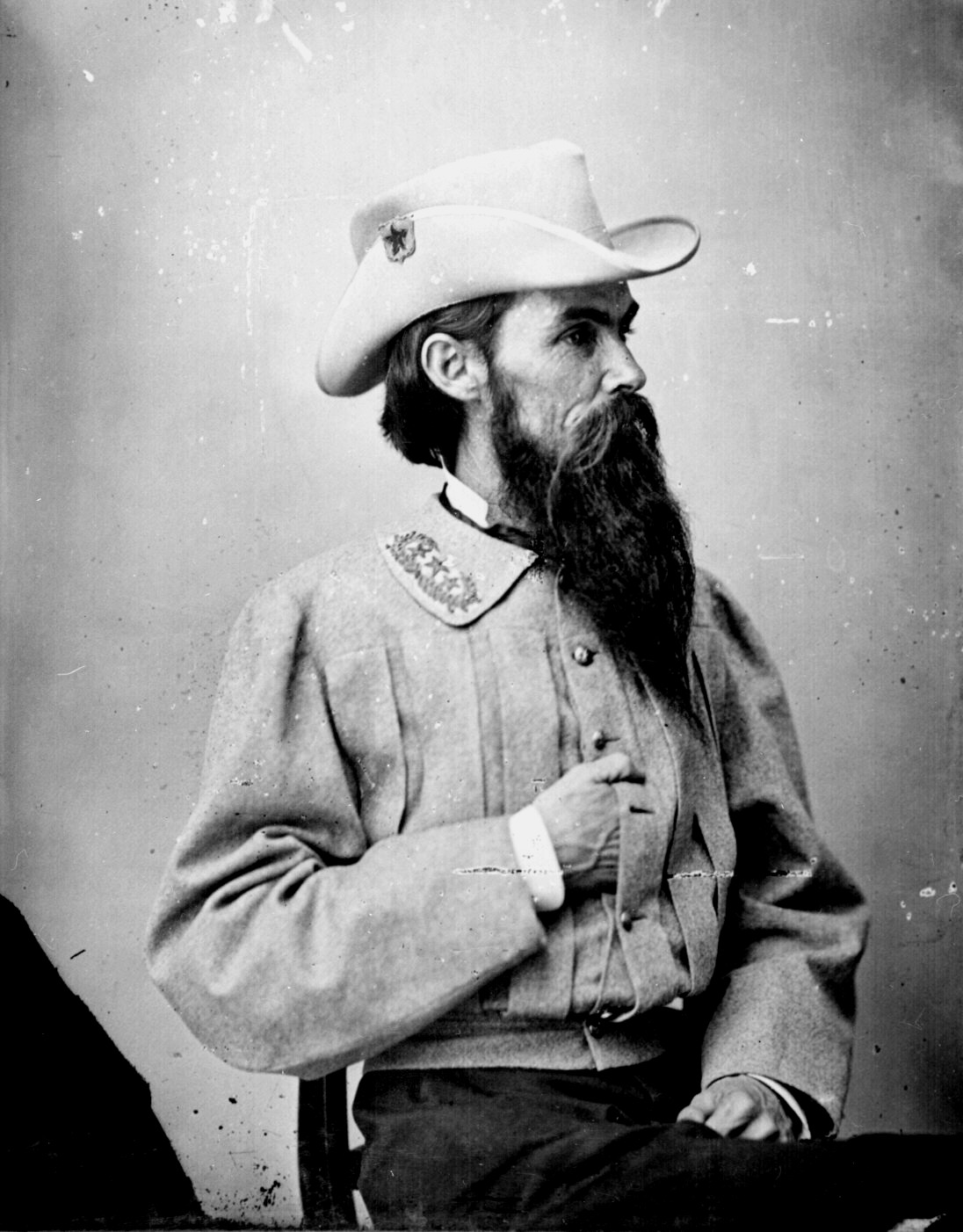
William Mahone.

Alors que les différences politiques entre les fractions du Nord et du Sud s'exacerbent lors de la seconde moitié du XIXe siècle, Mahone est favorable à la sécession des États du Sud. Pendant la guerre de Sécession, il est actif lors du conflit avant même de devenir officier de l'armée des États confédérés. Au début de la guerre, en 1861, sa ligne de chemin de fer de Norfolk et Petersburg (en) est particulièrement précieux pour la Confédération et transporte l'ordonnance vers la région de Norfolk où elle est utilisée pendant l'occupation confédérée. À la fin de la guerre, la plupart de ce qu'il reste de la voie ferrée est dans les mains fédérales.
Après la sécession de l'Union de la Virginie en avril 1861, Mahone est encore un civil, et pas encore dans l'armée confédérée, mais travaillant en coordination avec e Walter Gwynn (en), il orchestre la ruse et la capture des chantiers navals de Gosport. Il bluffe les troupes fédérales en abandonnant le chantier naval de Portsmouth en faisant rouler un simple train de passagers dans Norfolk en faisant beaucoup de bruit et des sifflets, puis beaucoup plus silencieusement, le renvoyant vers l'ouest, et puis reprenant le même train une nouvelle fois, pour créer l'illusion de l'arrivée d'un grand nombre de troupes que le fédéraux peuvent entendre dans Portsmouth derrière la rivière Elizabeth (pratiquement hors de vue). La ruse fonctionne, et pas un seul soldat confédéré est perdu lorsque les autorités de l'Union abandonnent la région, et retraitent vers fort Monroe derrière Hampton Roads. Après cela, Mahone accepte une commission de lieutenant colonel et plus tard de colonel du 6th Virginia Volunteer Infantry Regiment (en) dans l'armée confédérée. Il commande le district confédéré de Norfolk au sein du département de Norfolk jusqu'à son évacuation. Il est promu brigadier général en novembre 1861.
En mai 1862, après l'évacuation de Norfolk par les forces sudistes pendant la campagne de la Péninsule, il aide à la construction des défenses de Richmond sur le fleuve James autour de Drewry's Bluff. Peu de temps après, il commande sa brigade à la bataille de Seven Pines, et à la bataille de Malvern Hill. Il combat aussi lors de la seconde bataille de Bull Run, de Fredericksburg, de Chancellorsville, de Gettysburg, de la Wilderness, et de Spotsylvania Court House.
De petite stature, 1,64 m ou 67 cm (5 pieds 5 ou 6 inches), et pesant seulement 45 kg (100 livres), il est surnommé « Little Billy ». Un de ses soldats dit de lui, « il était un soldat sur chaque centimètre, bien qu'il n'avait pas beaucoup de centimètres ». Otelia Mahone travaille en tant qu'infirmière à Richmond, quand le gouverneur de Virginie e John Letcher (en) lui apprend que Mahone a été blessé lors de la deuxième bataille de Bull Run, mais n'a seulement reçu qu'une « blessure dans la chair ». On dit qu'elle aurait répondu « maintenant je sais que c'est sérieux pour William que n'a aucune chair ».
Bien que sa blessure à Manassas ne soit pas sérieuse, Mahone souffre de dyspepsie aiguë pendant toute sa vie. Pendant la guerre, une vache et des poules l'accompagnent pour le fournir de la nourriture quotidienne. Otelia et ses enfants partent pour Petersburg pour être proches de lui lors de la dernière campagne de la guerre en 1864-1865 quand Grant marche contre Petersburg, cherchant à briser les lignes de ravitaillement par voie ferrée de la capitale confédérée de Richmond.
C'est lors de cette dernière campagne que William Mahone devient largement considéré comme le héros de la bataille du Cratère le 30 juillet 1864. Pendant le siège de Petersburg de 1864-1865, les anciens mineurs de charbon de Pennsylvanie de l'armée de l'Union percent un tunnel sous la ligne confédérée et le soufflent lors une explosion massive, tuant et blessant beaucoup de confédérés et faisant un brèche dans un point clé de la ligne de défense autour de Petersburg. Mais Mahone rallie le reste des forces confédérées à proximité, repoussant l'attaque, et l'Union perd son avantage initial. Ayant commencé comme une tactique innovante, la bataille du Cratère se change en une terrible perte pour les leaders de l'Union. L'action rapide et efficace menée par Mahone est une raison rare de célébration pour les occupants de Petersburg, les citoyens encerclés, et les troupes fatiguées. « Little Billy » est promu major général en récompense.
Cependant, la stratégie de Grant à Petersburg réussit finalement lorsque la dernière voie ferrée du sud de ravitaillement de Cockcade City (et désormais Richmond) est coupée en avril 1865. À la bataille de Sailor's Creek le 6 avril 1865, Lee s'exclame devant Mahone « Mon dieu, l'armée a-t-elle été dissoute ? », ce à quoi il répond, « non, général, les troupes sont là prêtes à faire leur devoir ». Touché par la foi dans leur devoir de ses hommes, Lee dit à Mahone, « Oui, il reste encore de véritables hommes... Pouvez-vous garder ces personnes en arrière ? ». Mahone est aussi avec Lee lors de la reddition à Appomattox Court House trois jours plus tard.

## Retour dans l'industrie ferroviaire

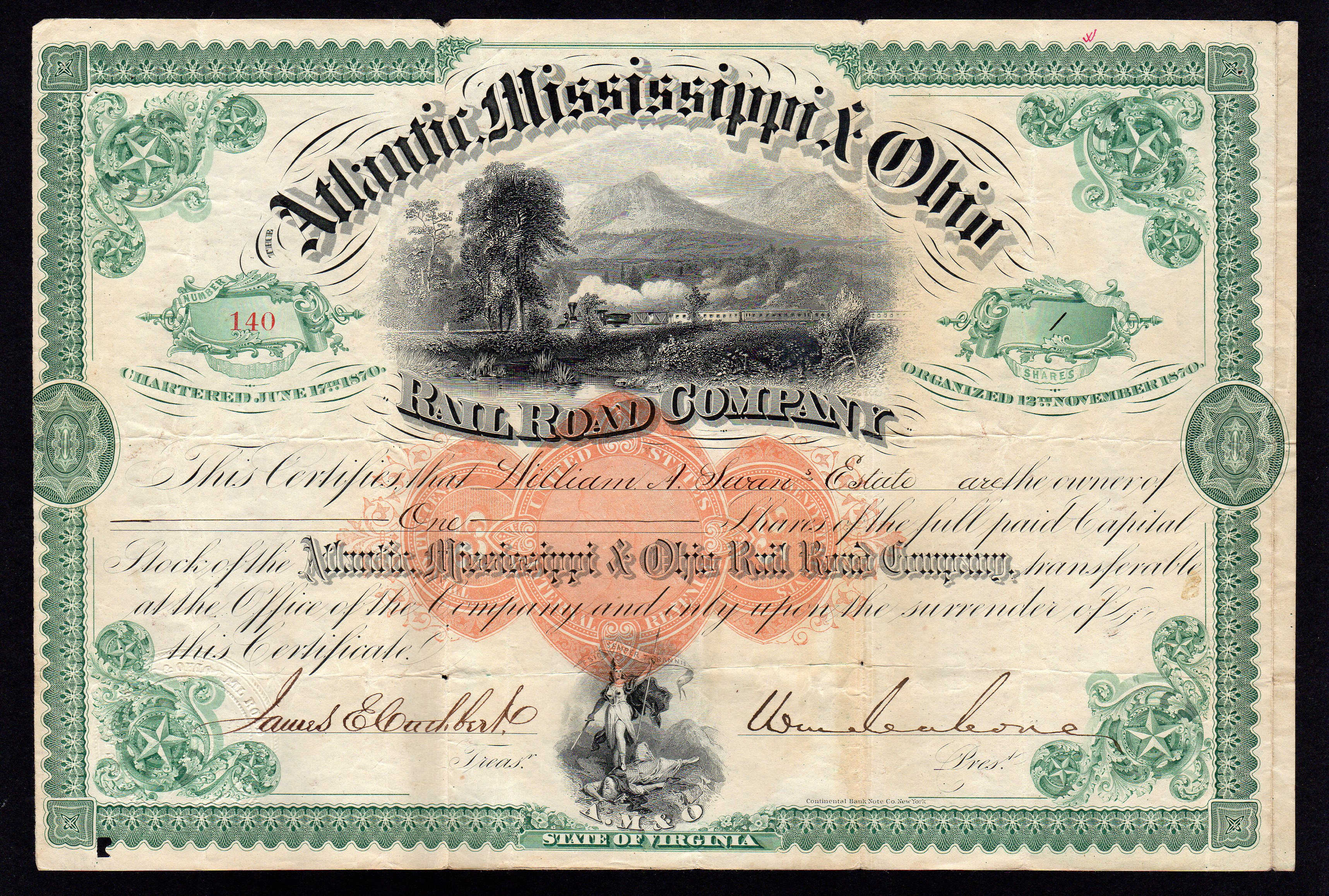
Action de l'Atlantic, Mississippi & Ohio RR en date du 1871, signé par William Mahone en tant que président

Après la guerre, Lee conseille à ses généraux de repartir pour travailler à la reconstruction de l'économie du sud. William Mahone le fait, et devient la force conduisant à la liaison de N&P, South Side Railroad (en), et la Virginia and Tennessee Railroad (en). Il est président des trois compagnies à la fin de 1867. Pendant la période de Reconstruction après-guerre, il travaille assidûment à faire du lobbying auprès de l'assemblée générale de Virginie pour obtenir la loi nécessaire pour former l'Atlantic, Mississippi & Ohio Railroad (en) (AM&O), une nouvelle ligne comprenant les trois compagnies qu'il dirige, s'étendant de 653 kilomètres de Norfolk à Bristol, Virginie en 1870. Cela entre en conflit avec l'expansion de la Baltimore and Ohio Railroad. Les Mahone sont des personnages hauts en couleur : les lettres A, M & O veulent dire « All Mine and Otelia » (tout à moi et à Otelia). Ils vivent à Lynchburg, Virginie, pendant ce temps, puis retournent à Petersburg en 1872.
La panique financière de 1873 met la A, M & O en conflit contre ses détenteurs d'obligation en Angleterre et d'Écosse. Après plusieurs années placées sous administration judiciaire, les relations de Mahone avec ses créanciers s'enveniment, et un autre administrateur, Henry Fink, est nommé pour superviser les finances de l'A, M & O. Mahone travaille encore pour reprendre le contrôle, mais son rôle de constructeur de voies ferrées se termine en 1881, quand les intérêts basés à Philadelphie surenchérissent et achètent l'A, M & O aux enchères, le renommant Norfolk and Western (N&W).
Avant la guerre de Sécession, le conseil des travaux publics de Virginie (en) a investi des fonds dans une partie des titres des chemins de fer prédécesseur de l'A, M & O. Bien qu'il perde le contrôle du chemin de fer, en tant que leader politique majeur en Virginie, Mahone est capable d'orienter une partie des recettes de l'État issues de la vente pour aider à fonder une école pour préparer les enseignants à aider les enfants noirs et les anciens esclaves près de chez lui à Petersburg, où il avait été plus tôt maire. Le Virginia Normal and Collegiate Institute grandit finalement pour devenir le Virginia State University. Il dirige aussi une autre partie des fonds pour aider à créer le prédécesseur du Central State Hospital (en) dans le comté de Dinwiddie, aussi situé à proximité de Petersburg. Mahone conserve personnellement le propriété d'investissements fonciers qui sont reliés au développement de la N&W sur les champs riches de charbon de l'ouest de Virginie et du sud de la Virginie-Occidentale, contribuant à son rang social d'homme le plus riche à sa mort, selon son biographe, l'auteur Nelson Blake.

## Politique en Virginie, parti des Readjusters, Sénat des États-Unis

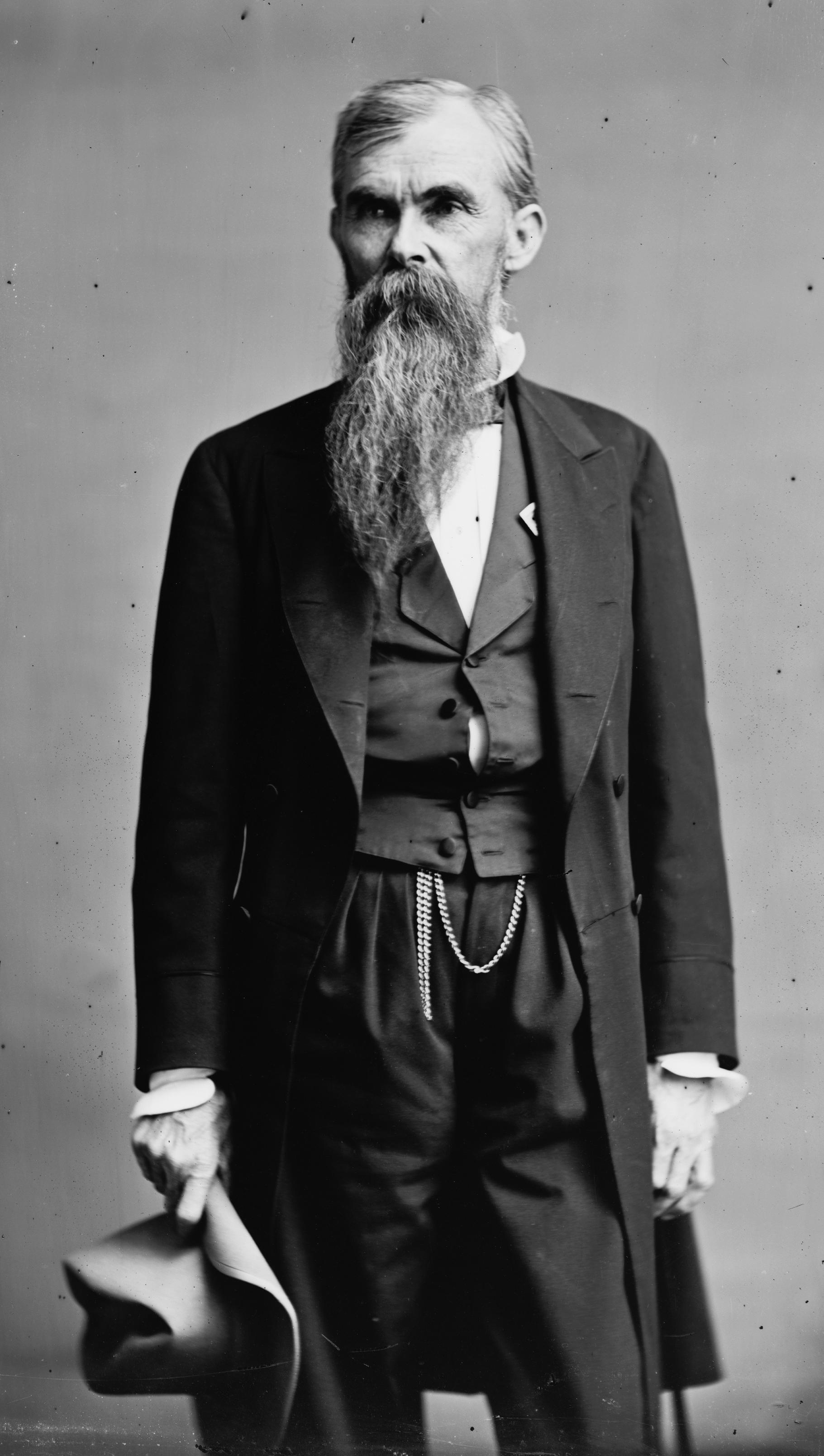
Mahone, après la guerre.

William Mahone est actif dans la vie économique et politique de Virginie pendant pratiquement 30 ans, commençant au milieu de la guerre de Sécession où il est élu à l'assemblée générale de Virginie en tant que délégué de Norfolk en 1863. Il est ensuite maire de Petersburg. Après avoir perdu l'élection pour être gouverneur en 1877, il devient leader du parti Readjuster, une coalition de démocrates, de républicains, et d'Afro-Américains recherchant une réduction de la dette antérieure à la guerre de la Virginie, en une allocation appropriée de l'ancienne partie de l'État qui constitue le nouvel État de Virginie-Occidentale. En 1881, Mahone mène la campagne réussie pour élire le candidat Readjuster William E. Cameron (en) en tant que prochain gouverneur, et lui en tant que sénateur des États-Unis.
Au niveau du congrès, avec un équilibre de 37-37 entre républicain et démocrates au Sénat et avec un deuxième candidat du troisième parti désirant faire une primaire avec le précédent, l'affiliation de Mahone déterminera quel parti contrôlera le sénat, depuis qu'avec les règles du sénat, le vice président des États-Unis Chester A. Arthur, un républicain, pourra voter pour briser un vote à égalité. La décision éventuelle de Mahone de s'allier aux républicains s'obtient à un prix élevé. Bien que sénateur novice, il reçoit la présidence du comité influent de l'agriculture et obtient le contrôle du patronage fédéral en Virginie, tous eux du président James A. Garfield, et par le droit de choisir le secrétaire et le sergent en armes du sénat.
Une fois affilié au parti républicain, Mahone dirige les délégations de Virginie lors des conventions nationales républicaines en 1884 et 1888. Néanmoins, il perd son siège au sénat au profit du démocrate conservateur John W. Daniel (en) en 1886. En 1889, il est candidat à l'élection de gouverneur avec un ticket républicain, mais la perd au profit du démocrate Philip W. McKinney (en). Il faudra encore 80 ans de plus avant que la Virginie n'élise un autre non-démocrate à la maison du gouverneur (le républicain A. Linwood Holton Jr. (en) en 1969). Bien que sans siège, Mahone apparemment infatigable continue de rester impliqué dans la politique de Virginie jusqu'à ce qu'il souffre d'un accident vasculaire cérébral à Washington, à l'automne 1895. Il meurt une semaine plus tard, à l'âge de 68 ans. Sa veuve, Otelia, vit à Petersburg jusqu'à sa mort en 1911.
Bien que Mahone ne soit pas en vie pour voir l'issue, au terme de plusieurs décennies, la Virginie et la Virginie-Occidentale contestent le partage de la dette gouvernementale de la Virginie. Le problème est finalement résolu en 1915, lorsque la cour suprême des États-Unis statue que la Virginie-Occidental détient 12 393 929,50 dollars de la dette de la Virginie. La dernière traite de cette somme est payée en 1939.

## Mémoire

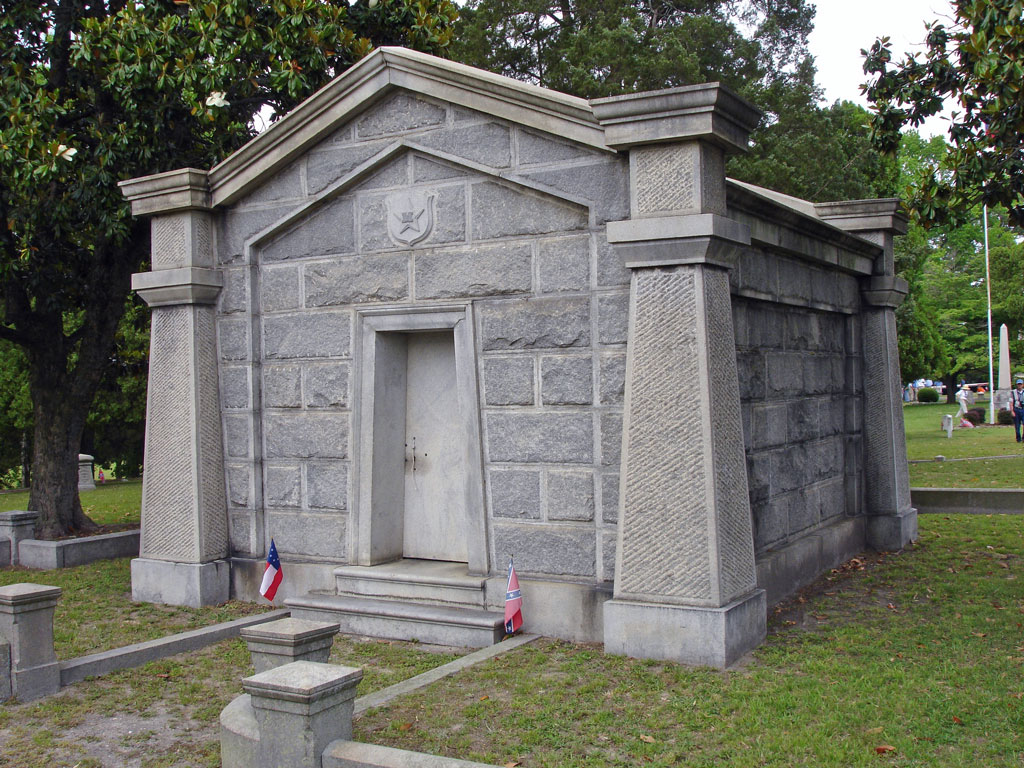
Mausolée Mahone dans le cimetière de Blandford, identifié par son insigne "M".

William Mahone est enterré dans le mausolée familial dans le cimetière de Blandford à Petersburg, Virginie. Sa veuve, Otelia, vit jusqu'en 1911, et est enterrée à ses côtés. Le mausolée est identifié par fameux monogramme du général, l'initiale « M » centré dans une étoile à l'intérieur d'un bouclier.
La première maison d'Otelia et William Mahone à Petersburg, originellement occupée par John Dodson, maire de Petersburg en 1851-1852, est sur South Sycamore St. Cette maison sert maintenant de bibliothèque publique de Petersburg. En 1874, ils acquièrent et agrandissent largement une maison sur South Market St. et elle leur sert de maison principale par la suite. L'université d'État de Virginie, qu'il a aidé à fonder en tant qu'école normale, est une présence communautaire importante à proximité.
Une grande partie de l'U.S. Highway 460 (en) à l'est de la Virginie (entre Petersburg et Suffolk), est parallèle aux voies des chemins de fer tangentes de 83 kilomètres (52 miles) que Mahone avait construit, passant par quelques-unes des villes auxquelles on lui attribue le nom à Otelia. Plusieurs sections de la route sont appelées « boulevard général Mahone », et « autoroute général Mahone » en son honneur. La route 35 (en), passage supérieur de la route 58, dans son comté natal de Southampton, Virginie, est appelé « le pont mémorial général William Mahone ».
Un monument honorant la brigade de Mahone est situé sur le champ de bataille national de Petersburg.
Le site de la bataille du Cratère est le trait caractéristique majeur du parc du champ de bataille national de Petersburg du service des parcs nationaux. En 1927, les United Daughters of the Confederacy ont érigé un imposant monument en sa mémoire. Il est sur le champ de bataille préservé du Cratère, à une petite distance du cratère lui-même. Est inscrit sur le monument : « À la mémoire de William Mahone, major général, CSA, un commandant confédéré distingué, dont la valeur et la stratégie lors de la bataille du Cratère, le 30 juillet 1864, lui ont donné la gloire immortelles ainsi qu'à sa vaillante brigade. »